# Lighters
Singles de Bad Meets Evil
Fast Lane
(2011)
Singles par Eminem
Fast Lane
(2011) My Life
(2012)
Singles par Bruno Mars
The Lazy Song
(2011) Marry You
(2011)
Pistes de Hell: The Sequel
"A Kiss"
(6) "Take from"
(8)
Lighters est une chanson du duo de rap américain Bad Meets Evil composé d'Eminem et de Royce da 5'9" avec, sur ce titre, la participation du chanteur américain de R&B, Bruno Mars. En tant que second single du premier album du duo, Hell: The Sequel, le label d'Eminem Shady Records a envoyé ce titre aux radios le 5 juillet 2011. La chanson comprend un refrain enregistré par Bruno Mars et ajouté à l'enregistrement original. La chanson a été écrite et produite par Eminem, Battle Roy, et The Smeezingtons. Eminem et Royce da 5'9" prennent deux approches différentes de la chanson pour rompre avec le côté monotone des collaborations de rap et avec l'accent général de l'album Hell: The Sequel. Des références sont faites à T-Pain, Wendy Williams, Kwame Kilpatrick et Eminem lui-même.
La chanson est considérée comme faisant partie de la catégorie hip-hop alternatif. Les critiques ont ajouté  que l'influence de la musique soul et de la synthpop. Elle est également jugée très différente des autres chansons de l'album. Des enregistrements de basse, de batterie et de piano ont été rajoutés au montage. Le titre a reçu des critiques plutôt mitigés car ils affirment que la rupture avec le reste de l'album avec ces thèmes beaucoup plus agressifs et violents est trop importantes. Malgré les critiques négatives, la chanson s'est classée dans le top dix en Nouvelle-Zélande, en Suisse, au Royaume-Uni ou encore aux États-Unis. Lighters a été interprété au festival Bonnaroo et Lollapalooza.
Le single bénéficie d'un clip vidéo tourné au mois de juillet 2011 par Rich Lee, déjà réalisateur du clip de Not Afraid pour Eminem en 2010. Le clip est tourné dans un souterrain éclairé avec des lumières rouges. Le clip vidéo a été très bien accueilli par la critique pour son message positif et qu'il est une source d'inspiration.

## Liste des pistes
Promo - CD single
1. Lighters - 5:11

Promo - CD single
1. Lighters (Edit) - 4:23

## Clip
Le clip a été tourné en juillet 2010 à Los Angeles. Il est réalisé par Rich Lee, qui avait déjà travaillé avec Eminem pour la vidéo de son single "Not Afraid".

## Classements et certifications
| Classement (2011)                       | Meilleure position |
| --------------------------------------- | ------------------ |
| Allemagne (Media Control AG)            | 26                 |
| Australie (ARIA)                        | 17                 |
| Autriche (Ö3 Austria Top 40)            | 41                 |
| Belgique (Flandre Ultratop 50 Singles)  | 32                 |
| Belgique (Wallonie Ultratop 50 Singles) | 3                  |
| Canada (Hot 100)                        | 4                  |
| Danemark (Tracklisten)                  | 18                 |
| France (SNEP)                           | 11                 |
| Irlande (IRMA)                          | 11                 |
| Pays-Bas (Single Top 100)               | 17                 |
| Nouvelle-Zélande (RMNZ)                 | 2                  |
| Écosse (OCC)                            | 9                  |
| Suède (Sverigetopplistan)               | 18                 |
| Suisse (Schweizer Hitparade)            | 10                 |
| Royaume-Uni (UK R&B Chart)              | 3                  |
| Royaume-Uni (UK Singles Chart)          | 10                 |
| États-Unis (Hot 100)                    | 4                  |
| États-Unis (Hot R&B/Hip-Hop Songs)      | 75                 |
| États-Unis (Latin Songs)                | 22                 |
| États-Unis (Latin Pop Songs)            | 27                 |
| États-Unis (Pop Songs)                  | 2                  |
| États-Unis (Rap Songs)                  | 6                  |

| Classement (2011)              | Position |
| ------------------------------ | -------- |
| Suisse Swiss Singles Chart     | 65       |
| États-Unis (Billboard Hot 100) | 34       |

| Pays                 | Certification |
| -------------------- | ------------- |
| Australie ARIA       | Platine       |
| Nouvelle-Zélande RIA | Or            |
| États-Unis RIAA      | 2 × Platine   |

## Diffusion radio
| Pays       | Date           | Format                 |
| ---------- | -------------- | ---------------------- |
| États-Unis | 5 juillet 2011 | Contemporary hit radio |